# ジャッキー・グリーソン
ジャッキー・グリーソン（Jackie Gleason,  1916年2月26日 - 1987年6月24日）は、アメリカ合衆国の俳優、コメディアン。自身の名を冠した楽団によるムード音楽のアルバムも制作した。

## 来歴
1916年、ニューヨーク市ブルックリン区に生まれる。アイルランド系の家庭だった。9歳で父親が蒸発し、幼いころからストリートギャングなどとつるんでいた。そのこともあり、10代中盤あたりから地元のクラブに出入りするようになる。クラブへ出入りするうちに徐々に華やかなショービジネスと触れるうちに演劇に興味を覚え、19歳で旅芸人のメンバーとして役者活動をスタート。1941年の時に『Navy Blues』という映画で映画デビュー。翌年までは小さな役でいくつかの映画に出演するが、それ以降は次第に仕事が減り、しばらく下積み生活を強いられる時期が続いた。だが1950年代に入ると、再び仕事が増えていき、テレビや映画、ラジオなどの分野で活躍。次第に知名度も上がっていき、1952年には自身の冠番組『ジャッキー・グリーソン・ショー（英語: The Jackie Gleason Show）』が放映開始し、ホストを務めた。コメディアンとしても人気が火が付き、それ以降は様々なバラエティ番組やテレビシリーズへ出演し、確固たる役者としての地位を築き上げた。
1961年、ポール・ニューマンが主演のビリヤード映画『ハスラー』へ出演。同作では15年間不敗の記録を誇る伝説のビリヤード・プレイヤー、ミネソタ・ファッツを好演した。その演技力が評価され、翌年のアカデミー助演男優賞へノミネートされた。それ以外の出演作では、1977年のバート・レイノルズ、サリー・フィールドら出演の『トランザム7000』への出演でも知られており、作中では保安官ビュフォード・T・ジャスティスを演じ、以降製作されたシリーズ続編でも継続して出演した。

### 私生活
これまで3度の結婚歴があり、1936年から1970年まで続いた妻との間に2人の子供がいる。

### 死去
1987年、大腸癌のためフロリダ州の自宅で死去。71歳だった。

## 出演作品

### 映画
- Navy Blues (1941)
- All Through the Night (1941)
- Steel Against the Sky (1941)
- Lady Gangster (1942)
- Tramp, Tramp, Tramp! (1942)
- Larceny, Inc. (1942)
- Escape from Crime (1942)
- Orchestra Wives (1942)
- ロッキーの春嵐 Springtime in the Rockies (1942)
- 砂漠の鷹 The Desert Hawk (1950)
- ハスラー The Hustler (1961)
- ジゴ Gigot (1962)
- Requiem for a Heavyweight (1962)
- パパは王様 Papa's Delicate Condition (1963)
- 雨の中の兵隊 Soldier in the Rain (1963)
- Skidoo (1968)
- How to Commit Marriage (1969)
- 水は危険・ハイジャック珍道中 Don't Drink the Water (1969)
- おかしなおかしなおかしな親父 How Do I Love Thee? (1970)
- ジャッキー・グリーソン・スペシャル The Jackie Gleason Special (1973) ※テレビ映画
- Mr. ビリオン Mr. Billion (1977)
- トランザム7000 Smokey and the Bandit (1977)
- トランザム7000VS激突パトカー軍団 Smokey and the Bandit II (1980)
- おもちゃがくれた愛 The Toy (1982)
- スティング2 The Sting II (1983)
- トランザム7000 PART3 Smokey and the Bandit Part 3 (1983)
- 恋のじゃま者 Nothing in Common (1987)

### テレビシリーズ
- The Life of Riley (1949 - 1950)
- ジャッキー・グリーソン・ショー（英語: The Jackie Gleason Show） (1952 - 1953)
- スタジオ・ワン Studio One (1953, 1955)
- レッド・スケルトン・ショー The Red Skelton Show (1954)
- The Honeymooners (1955 - 1956)
- Bob Hope Presents the Chrysler Theatre (1966)